# Óblasts autónomos de Rusia
La Federación Rusa está dividida en 89 sujetos federales, uno de los cuales es un óblast autónomo (provincia autónoma), el óblast autónomo Hebreo.